# Cassingimpel
Der Cassingimpel (Haemorhous cassinii) ist ein Singvogel aus der Familie der Finken. Sie besiedelt Teile des westlichen Nordamerikas vom Süden Kanadas bis ins nördliche Mexiko. Die Art ist nach dem amerikanischen Ornithologen John Cassin benannt.

## Beschreibung

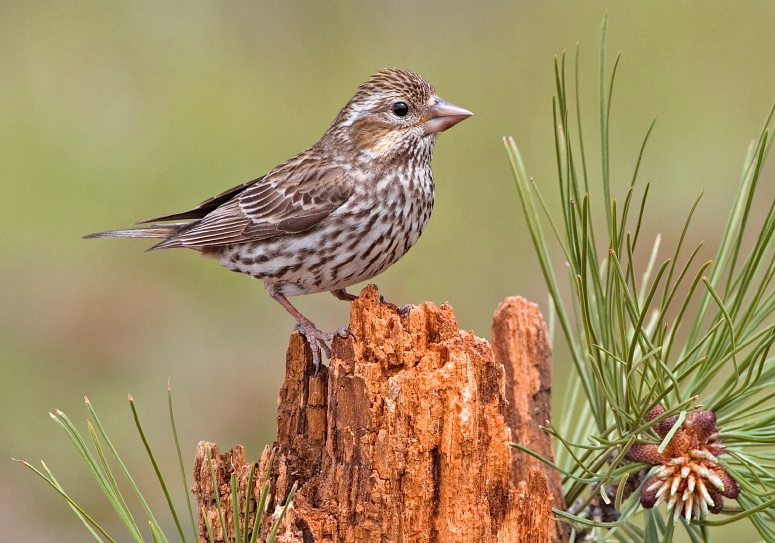
Weibchen des Cassingimpels

### Aussehen
Der Cassingimpel ist mit 14,5–16,5 cm Körperlänge die größte der drei Arten der Gattung Haemorhous. Die Flügellänge beträgt beim Männchen 89–97 mm und beim Weibchen 86–92,5 mm. Die Schwanzlänge liegt zwischen 61,5 und 66 mm. Der recht schlanke, spitze Schnabel ist oben dunkelgrau oder schwärzlich und unten blass gelblich hornfarben, die Füße sind fleischfarben braun oder blassbraun.
Die Geschlechter unterscheiden sich deutlich in der Gefiederfärbung. Das Männchen ist am Oberkopf bis auf den Scheitel kräftig rot gefärbt. Die Scheitelfedern werden oft zu einer kleinen Haube aufgestellt. Zügel, Wangen und Ohrdecken sind braun und rötlich überhaucht. Der Bereich hinter dem Auge ist blassrosa bis rötlich und geht in die rosa Halsseiten über. Der blass rötliche Bartstreif wird von einem dunklen Kinnstreif gesäumt, der aber nicht bei allen Vögeln vorhanden sein muss. Kinn, Kehle und Vorderbrust sind blassrosa und kräftig rot überhaucht. Diese Färbung läuft auf Halsseiten und unterer Brust aus. Der Bauch ist wie die Unterschwanzdecken cremefarben, die Flanken beige und bisweilen leicht dunkel gestreift. Nacken, oberer Rücken und Schultern sind braun mit dunkleren Federzentren. Das frische Gefieder zeigt auf dem Rücken hellbraune, manchmal zartrosa überhauchte Säume. Der untere Rücken ist blass rosa bis rötlich und manchmal leicht braun gestrichelt. Die Oberschwanzdecken sind braun und leicht rötlich überhaucht. Der gegabelte Schwanz ist dunkelbraun mit hellen, im frischen Gefieder leicht rötlichen Säumen. Die Armdecken sind dunkelbraun mit breiten beigen Säumen und blassrosa Spitzen. Fittich und Handdecken sind schwärzlich und wie die dunkelbraunen Schwingen schmal hell gesäumt.
Dem Weibchen fehlen die rötlichen Partien, es ist insgesamt eher graubraun und unauffällig. Es zeigt einen beigen, leicht gestrichelten Überaugenstreif, der Oberkopf ist braun und dunkel gestrichelt. Wangen und Ohrdecken sind braun. Der hellere Bartstreif ist wie die Partie auf den Wangen oft gelblich braun. Die Unterseite ist weißlich mit deutlich abgesetzter, kräftiger dunkler Strichelung. Rücken und Schultern sind graubraun mit dunkleren Federzentren. Der hintere Rücken ist ungezeichnet. Stoß und Flügel sind ähnlich wie beim Männchen, es fehlt das Rosa an den Säumen.
Der Cassingimpel ist dem etwas kleineren Purpurgimpel recht ähnlich, kann aber von diesem durch den feineren, schlankeren Schnabel unterschieden werden. Die roten Kopfpartien des Männchens dehnen sich zudem beim Purpurgimpel weiter auf Rücken und Brust aus, Oberkopf und Nacken bzw. Rücken sind nicht so deutlich voneinander abgesetzt wie beim Cassingimpel. Beim Weibchen des Purpurgimpels sind die dunklen, abgesetzten Ohrdecken und der helle, ungestrichelte Überaugenstreif bezeichnende Merkmale. Die dunklen Striche der Unterseite sind beim Cassingimpelweibchen sehr viel schärfer gezeichnet. Weitere Unterscheidungsmerkmale sind die lange Handschwingenprojektion beim Cassingimpel und die Stimme.

### Stimme
Der Ruf, meist im Flug abgegeben, ist zwei- oder dreisilbig und kann mit giddi-jap, ti-di-jip, ki-jap, su-lip oder tschidli-jap beschrieben werden. Der Gesang ähnelt dem von Purpur- und Hausgimpel. Er ist jedoch vielfältiger oder ungeordneter mit mehr Pausen zwischen den Strophen. Er wird von Baumwipfeln aus oder im Flug vorgetragen.

## Verbreitung
Der monotypische Cassingimpel besiedelt Teile des westlichen Nordamerikas. In Kanada kommt er in British Columbia und dem südwestlichen Alberta vor. In den USA vom östlichen Washington bis ins mittlere Montana, durch das nördliche Wyoming südwärts bis ins mittlere New Mexico und das nördliche Arizona, in Teilen von Nordwest- und Süd-Kalifornien sowie in der Sierra San Pedro Mártir in Mexiko.

## Wanderungen
Der Cassingimpel ist ein Stand- oder Strichvogel, der recht unvorhersehbare Zugmuster aufweist. Bei Nahrungsmangel zieht er – meist innerhalb der Brutverbreitung – umher. Im Winter wandert er aus höheren Lagen ab und ist dann auch in südlicheren Regionen zu finden. Diese reichen vom südlichen Kalifornien und dessen Küstenregionen, durch das südliche und mittlere Arizona und die Berge des nördlichen Mexikos südwärts bis San Luis Potosí und das westliche und mittlere Veracruz bis in den mittleren transmexikanischen Vulkangürtel.

## Lebensweise
Der Cassingimpel brütet in offenen Nadelwäldern aus Küsten-Kiefer, Pracht-Tanne und Berg-Hemlocktanne. Er ist hier bis in beträchtliche Höhen zu finden. Ebenso besiedelt er semiaride Wälder der Gelb-Kiefer. Er zählt meist zu den häufigen Brutvögeln, in Küstengebieten ist er oft sehr viel seltener. Im Winter ist er in denselben Lebensräumen in niedrigeren Lagen zu finden. Im Unterschied zum Purpurgimpel meidet er Siedlungshabitate.
Man trifft ihn paarweise oder in kleinen Trupps an. Im Sommer bilden sich oft kleine Verbände von nichtbrütenden Männchen. Im Winter vergesellschaftet er sich oft mit Fichtenkreuzschnäbeln und Abendkernbeißern.
Seine Nahrung sammelt der Cassingimpel meist in Baumwipfeln oder auf dem Boden. Er ernährt sich von verschiedenen Sämereien (meist Koniferensamen), Beeren und gelegentlich von Insekten.

## Systematik
Der Cassingimpel wurde wie auch die nahe verwandten Arten Purpur- und Hausgimpel lange in die Gattung Carpodacus gestellt, innerhalb der sie die einzigen drei Arten mit einer rein nearktischen Verbreitung darstellten. Untersuchungen der mitochondrialen DNA von 2007 und 2011 ergaben, dass die Gattung polyphyletisch ist und die drei nearktischen Finkenarten den anderen „Karmingimpeln“ verwandtschaftlich nicht so nahestehen wie angenommen. Dem Vorschlag zur Abgliederung der drei Arten in eine eigene Gattung folgte die American Ornithologists’ Union 2012 in ihrem 53. Supplement zur Check-List of North American Birds. Sie stehen nun in der von William Swainson 1837 errichteten Gattung Haemorhous.